# Резня в Бьеловаце
Резня в Бьеловаце (серб. Покољ у Бјеловцу) — эпизод войны в Боснии и Герцеговине, вооруженное нападение солдат армии боснийских мусульман под командованием Насера Орича из Сребреницы на сербское село Бьеловац, сопровождавшееся массовыми жертвами среди мирных жителей.
Село Бьеловац находится в Республике Сербской. Рано утром 14 декабря 1992 года солдаты армии боснийских мусульман атаковали Бьеловац, Сикирич и Лозничка-Риеку. После боя с охранявшими их солдатами Войска Республики Сербской сёла оказались захвачены боснийскими мусульманами. Затем последовали казни мирных жителей, многие из которых во время атаки ещё спали и не успели бежать. В селе Бьеловац было убито 68 человек, большая часть из которых была мирными жителями. Ещё 41 серб погиб в Сикиричах и Лозничка-Риеке.
Несколько женщин и детей, попавших в плен, были отведены в лагерь в Сребренице, где были подвергнуты пыткам.
После резни село было сожжено. Всего было уничтожено 350 жилых домов и других строений. По состоянию на 2017 год некоторые из жителей Бьеловаца, Сикиричей и Лозничка-Риеки не вернулись в свои дома, поскольку села ещё полностью не восстановлены.
По погибшим в резне в Республике Сербской ежегодно совершается панихида.